# 帝國音樂厅
帝国音乐厅（德语：Reichsmusikkammer，简称RMK）是一家纳粹德国政府机构，作为由国民教育与宣传部控制的法定机构，在1933年至1945年间管理纳粹德国的音乐产业。它主要负责推广“优秀的德国音乐”，这些音乐由雅利安人创作，并符合纳粹意识形态：同时压制其他所谓“堕落”的音乐，包括无调音乐、爵士乐，尤其是犹太作曲家的音乐。该音乐厅于1933年由约瑟夫·戈培尔作为帝国文化协会的一部分创立，并一直运营到1945年纳粹德国垮台。

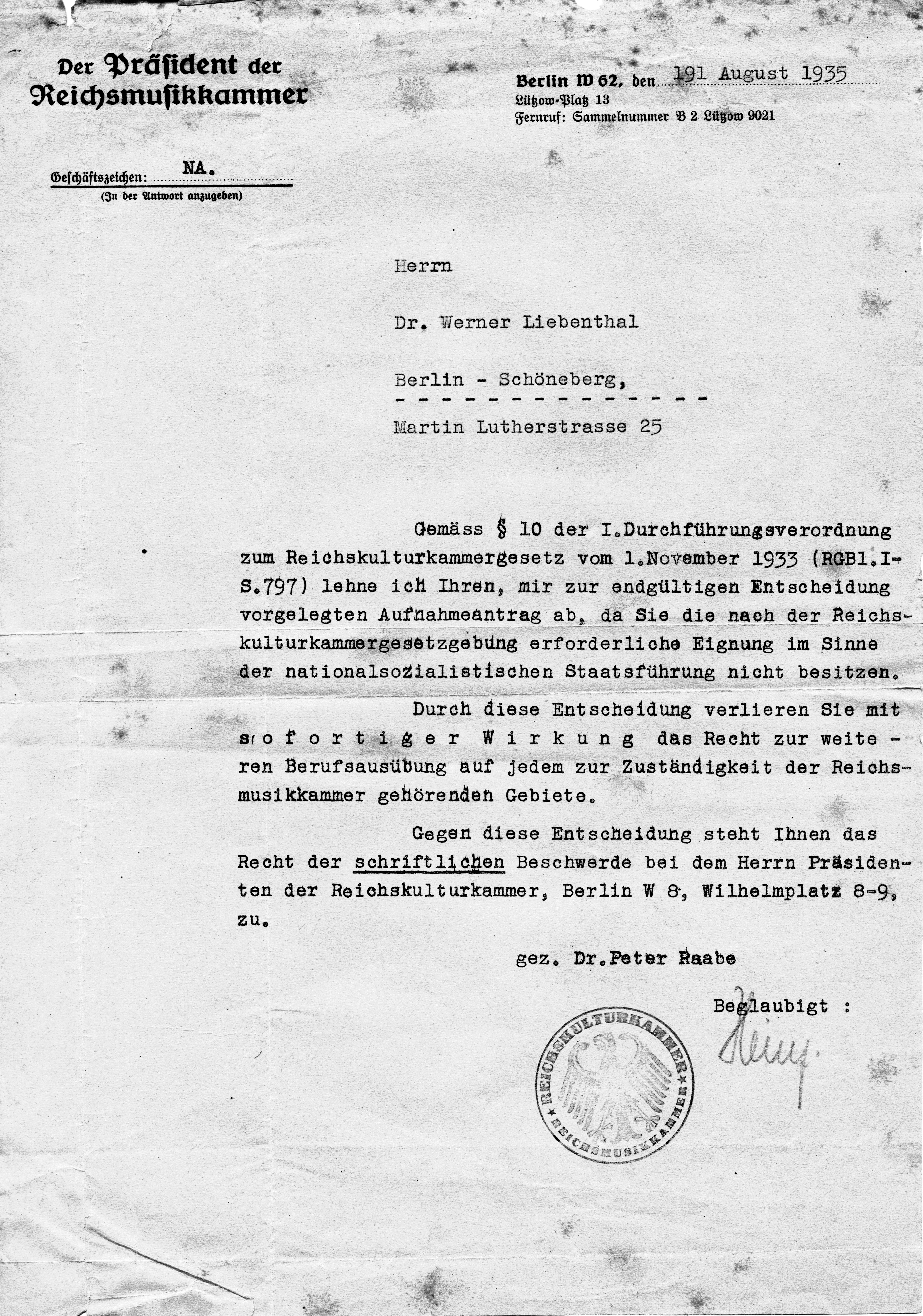
1935年，帝国音乐厅法令对柏林音乐家维尔纳李华德下达命令，要求他立即停止职业活动。

## 工作
该机构的主要目标之一是称颂和推广“优秀的德国音乐”，特别是贝多芬、瓦格纳、巴赫、莫扎特、海顿、勃拉姆斯、布鲁克纳等作曲家的音乐，以此来证明德国在文化上的世界霸权。这些作曲家及其音乐在意识形态上被重新解释，以颂扬德国的优点和文化身份。纳粹政权高度审查被视为“堕落音乐”的作品，包括由犹太人、犹太人同情者和政治对手所写的作品，以及无调音乐和表现主义的作品。
不符合帝国音乐厅对“优秀的德国音乐”的定义的音乐和作曲家会受到贬低甚至禁令。该机构禁止了一些伟大作曲家的作品，包括具有犹太血统的作曲家马勒、门德尔松和舒伯特，以及与犹太人结婚的德彪西。政治异议作曲家如阿尔班·贝尔格的音乐也被禁止。而那些曾经被认为作品具有性暗示或过于粗犷豪迈的作曲家，如欣德米特、斯特拉文斯基等，也被谴责为“堕落音乐作家”，并被当局禁止。
爵士乐和摇滚音乐也被视为堕落和遭到禁止。爵士乐被称为“黑人音乐”(英文："Negro Music")，而摇滚音乐则与包括阿蒂·肖和本尼·古德曼在内的各种犹太乐队领导者和作曲家联系在一起。有犹太人聚集的的叮砰巷作曲家如欧文·柏林和乔治·格什温也被禁止。
帝国音乐室还兼作音乐家行会，作曲家、演奏家、指挥家、音乐教师和乐器制造商必须加入该机构才能从事音乐事业。会员申请可以因种族或政治原因而被拒绝。许多作曲家、词曲作家、歌手和音乐家因为各种原因（通常是政治或种族原因）没有遵守帝国音乐厅所颁布的标准而被处死或被迫流亡。例如，流行歌作曲家莱昂杰塞尔因为提倡抵制纳粹主义而被当局禁止从事音乐创作，并在于后期遭受盖世太保的酷刑，最终于 1942 年 1 月 4 日死于柏林犹太医院。

## 外部連結
- "Reichskulturkammer and Reichsmusikkammer" （页面存档备份，存于）. Music and the Holocaust.
- "Degenerate" Music in Nazi Germany （页面存档备份，存于）
- "Degenerate" Music （页面存档备份，存于） at Guide to the Holocaust